# Demônio de Dover

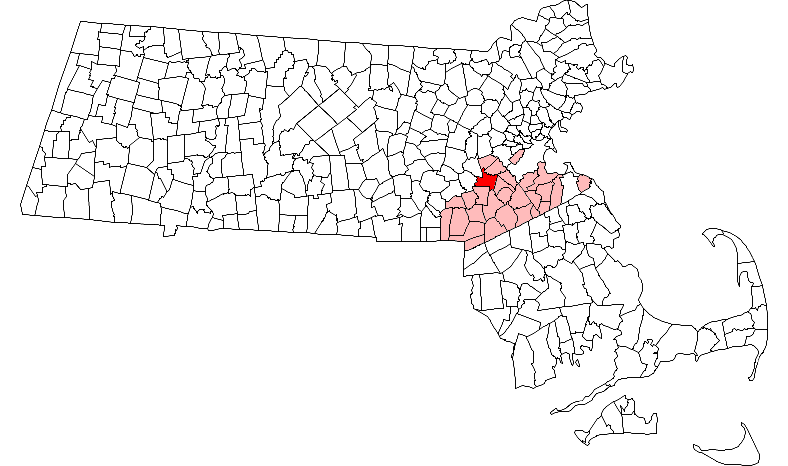
Mapa de Dover, Massachusetts (em vermelho), local dos avistamentos do criptídeo (em rosa o Condado de Norfolk, onde fica a cidade).

O demônio de Dover é a denominação dada a uma aparição de criptídeo, assim relatada por ter sido vista na cidade de Dover (localizada no Condado de Norfolk, Massachusetts, nos Estados Unidos) entre as noites de 21 e 22 de abril de 1977. Os três relatos de seu avistamento, em um mapa, efetuados ao longo de uma linha reta de 3 quilômetros, estão mostrados a seguir. 

## Avistamentos

### 21 de abril de 1977
- Primeiro avistamento

Na noite de 21 de abril de 1977, por volta das 22h30m, um jovem de 17 anos, chamado William "Bill" Bartlett, junto a dois amigos, Mike Mazzocco e Andy Brodie, dirigia o seu automóvel pela Farm Street, uma estrada longa e sinuosa, cercada por bosques e campos, da cidade de Dover, quando notou um animal subindo por um muro de pedra, parcialmente destruído, à sua esquerda. Quando se aproximaram da criatura, o farol de seu automóvel a iluminou. Bartlett afirma que a criatura não era um cão ou um gato. Não tinha cauda. Tinha uma cabeça enorme, em forma de ovo ou de melancia, sem boca, orelhas ou nariz; com dois olhos vítreos, de um laranja brilhante, que lhe pareciam bolinhas de gude. Parecia ter o corpo de um bebê, com braços e pernas compridos e dotado de dedos compridos e finos, que se agarravam às pedras. E tinha uma pele da cor do pêssego, sem pelos. Os outros amigos estavam ocupados, conversando, e não notaram a criatura. Bartlett os deixou e foi para sua casa, desenhar um retrato do que havia testemunhado. Em seu desenho ele anotou: "Eu, Bill Bartlett, juro sobre uma pilha de bíblias que vi esta criatura".

### 22 de abril de 1977
- Segundo avistamento

Na mesma noite, por volta das 00h30 de 22 de abril, um jovem de 15 anos, chamado John Baxter, voltava da casa de sua namorada e chegara ao cruzamento da Miller Hill Road e Farm Street, quando notou alguém a cerca de 50 metros de distância, caminhando em sua direção. John viu que essa pessoa tinha uma cabeça extraordinariamente grande. Ele pensou que poderia ser M.G. Bouchard, um garoto que tinha uma cabeça deformada por uma uma doença de sua infância. Ao se aproximar, John o chamou, mas não houve resposta. Uma vez que ele estava perto o suficiente, viu que não podia ser Bouchard; era pequeno demais. "Eu estava a cerca de cinco metros de distância quando parei e ele parou. Ficamos parados lá, eu estava olhando para ele e tenho certeza de que ele estava olhando para mim. Eu mal podia ver a forma dele; e eu disse, mais uma vez, quem é?" John deu mais um passo e o vulto rapidamente se precipitou na floresta. Ele podia ouvir essa coisa atravessando o mato. Curioso para descobrir quem ou o que era, John rapidamente seguiu ao fundo do aterro, do outro lado de um riacho. Ele agora podia ver claramente o contorno do corpo e descreveu uma criatura, apenas em silhueta, a cerca de 10 metros de distância, com os pés "moldados" em torno do topo de uma rocha ao lado de uma árvore. O corpo da criatura lhe lembra o de um macaco, exceto por sua cabeça escura, com forma de um "8". Seus olhos eram dois pontos mais claros, no meio da cabeça, e estavam olhando diretamente para ele, que depois de alguns minutos começa a se sentir desconfortável. Percebendo que nunca tinha visto uma criatura assim, antes, e temendo o que ela poderia lhe fazer a seguir, ele recua cuidadosamente pela encosta, com o coração batendo forte. Ele então "caminha muito rápido" pela estrada, até o cruzamento na Farm Street. Lá, um casal que passa num carro o pega e o leva para casa. Baxter também faz seu desenho do que avistara ao lado da árvore, agarrando-a com seus dedos finos e longos.
- Terceiro avistamento

Na noite seguinte, por volta da meia-noite, Abby Brabham, de 15 anos, estava sendo levada para casa por Will Taintor, seu namorado de 18 anos, quando viu algo na Springdale Avenue. Brabham também descreveu uma criatura estranha, com uma cabeça grande e ovoide e com membros longos e finos; ela disse que estavam faltando todos os traços faciais, exceto os olhos, que eram redondos, olhavam exatamente para ela e brilhavam em um verde brilhante - uma cor na qual ela insistia firmemente com os investigadores, apesar de sua idiossincrasia com o laranja da primeira descrição. Taintor teve apenas um vislumbre fugaz da criatura e disse que viu algo com uma cabeça grande e um corpo bronzeado, agachado na estrada. Ela também fez o terceiro desenho, menos preciso, do que avistara.

## Folclore / especulação
Por sua aparência, algumas pessoas acreditam que o demônio de Dover possui uma forte semelhança com os seres alienígenas, testemunhados em muitos avistamentos de OVNIs; outros já creem em sua semelhança com o Mannegishi, uma lenda dos índios Cree, do leste do Canadá; relatados como pequenos seres humanos, com braços e pernas finos e com cabeças e olhos grandes, sem nariz ou boca. Houve uma teoria de que talvez aqueles adolescentes tivessem avistado um alce, mas Loren Coleman, um criptozoólogo que cunhara a denominação "Dover Demon" (demônio de Dover) afirma que apenas dois alces foram relatados, entre 1977 e 1978, no centro de Massachusetts. "Um alce de um ano, naquela época de abril, pesaria mais de 200 quilos e seria maior que o Volkswagen de Bartlett". E William "Bill" Bartlett afirma, sobre o que vira, que "de várias maneiras, é meio embaraçoso para mim. Eu definitivamente vi algo. Foi definitivamente estranho. Eu não inventei. Às vezes eu gostaria de ter". Na época ele relatou, "me assustou até a morte. Eu não poderia voltar e vê-lo".